# نيل فوكس (لاعب كريكت)
نيل فوكس (10 فبراير 1962 بنورتش في المملكة المتحدة - ) (بالإنجليزية: Neil Fox)‏ هو لاعب كريكت بريطاني. لعب مع Norfolk County Cricket Club ‏.

## وصلات خارجية
- نيل فوكس على موقع إي آس بي آن كريك إنفو (الإنجليزية)